# Tractat de Cels Oberts
El Tractat de Cels Oberts és un acord internacional pel qual els estats membres s'autoritzen mútuament a efectuar vols d'observació, sense armament, sobre el territori dels altres membres. Es va signar el 24 de març del 1992 i va entrar en vigor l'1 de gener del 2002.

## Història
La idea original va ser expressada pel President dels Estats Units, Dwight Eisenhower, el 1955. Sobre aquesta idea, el maig del 1989 el president Bush, pare, va proposar la creació d'un règim de cels oberts en el qual els països participants obririen el seu espai aeri, en base recíproca, per enfortir la confiança i la transparència mútua sobre les seves activitats militars. Després de diverses trobades entre membres de l'OTAN i del Pacte de Varsòvia, i amb el suport de l'Organització per a la Seguretat i la Cooperació a Europa (OSCE), el 24 de març de 1992 es signava el Treaty on Open Skies. El tractat prendria vigència 60 dies després que es diposités el 20è instrument de ratificació, comptant els signats pels mateixos dipositaris, Canadà i Hongria, i pels estats membres obligats a acceptar, almenys, vuit vols passius d'observació. Això va succeir el 2 de novembre del 2001 i, en conseqüència, el tractat va entrar en vigor l'1 de gener del 2002.

## Membres
Els 35 estats signataris del Tractat de Cels Oberts són: Alemanya, Bèlgica, Belarús, Bòsnia-Herzegovina, Bulgària, el Canadà, Croàcia, Dinamarca, Eslovàquia, Eslovènia, Espanya, els Estats Units, Estònia, Finlàndia, França, Geòrgia, Grècia, Hongria, Islàndia, Itàlia, el Kirguizstan, Letònia, Lituània, Luxemburg, Noruega, els Països Baixos, Polònia, Portugal, el Regne Unit, Romania, Rússia, Suècia, Turquia, Txèquia i Ucraïna. El Kirguizstan ha signat però no ha ratificat el tractat.
El 21 de maig del 2020, el president dels Estats Units, Donald Trump, va anunciar que retiraria el seu país del Tractat de Cels Oberts i va acusar Rússia de «pervertir» el pacte, si bé va mantenir la possibilitat de negociacions amb Rússia que salvessin la permanència en l'acord. Finalment, el 22 de novembre del 2020 es va produir la retirada formal del tractat per part dels Estats Units i, encara que el Departament d'Estat deia el febrer del 2021 que l'Administració Biden estava estudiant el tema, el 27 de maig informaven el govern rus que no s'hi reincorporarien. En l'ínterim, Rússia ja havia fet pública la seva intenció de retirar-se'n llevat que els Estats Units hi tornessin, i el 19 de maig la Duma Estatal prenia l'acord de donar suport a una retirada russa del tractat. Vladímir Putin signava el 7 de juny la llei que preveia la sortida definitiva de Rússia del Tractat de Cels Oberts el desembre del 2021.